# Seattle Film Critics Society
O Seattle Film Critics Society (SFCS) é uma organização de críticos de cinema de vinte e cinco distintas revistas e periódicos de cinema, rádio e televisão de Seattle. Os atuais membros dessa comunidade são Moira Macdonald, do Seattle Times, David Chen do /Film, J. R. Kinnard do PopMatters, Adam Gehrke do CinemaSquabble e Michael Medved do The Michael Medved Show.

## Membros
- Mike Ward[1][2] - Presidente/Fundador
- Sara Michelle Fetters - Vice-presidente
- David Chen - Coordenador de Premiação
- Erik Samdahl - Tesoureiro
- Ian Dinsmore - Secretário
- Matt Oakes - Coordenador da Associação
- Aaron White - Diretor de Comunicações
- Kathy Fennessy - Administradora
- Sean Gilman - Administrador
- Adam Gehrke
- Brent McKnight
- Brian Taibl
- Drew Powell
- Matt Lynch
- Michael Medved
- Mike Ward
- Moira Macdonald
- Paul Carlson
- Rene Sanchez
- Ryan Swen
- Steve Reeder
- That Guy Named John
- Tim Hall
- Tom Tangney
- Warren Cantrell